# 杨潞玉
杨潞玉，江西义宁人，清初医学家，传世之作有《宁红茶经》、《周氏宁红茶考》、《幼幼品茗》、《红炉贯通》、《伤寒雅正》、《阴阳易》。

## 後代發展
著名军事家杨国和是他的第二十世孙，1948年参加国民党军队，同年改编为中国人民解放军，随林彪将军的第四野参加了解放海南岛的战役，其有五子一女，第二子名杨大华，在现修水建设局任局长，三子为杨大赋，2002年徙往浙江湖州，著名的中医专家，五子杨大玉，修城房地产大王，拥有资产上亿元，著名的慈善家。